# João Cravinho
João Cardona Gomes Cravinho GCC (Angola, 19 de setembro de 1936 – Cascais, 16 de abril de 2025) foi um engenheiro civil e político português.

## Biografia
Engenheiro civil. Foi Ministro da Indústria e Tecnologia do IV Governo Provisório, liderado por Vasco Gonçalves, em 1975.
Ocupou o cargo de Ministro do Equipamento, Planeamento e Administração do Território no XIII Governo Constitucional. Enquanto ministro, foi confrontado com denúncias de corrupção na Junta Autónoma de Estradas por parte do presidente da empresa à data, Amadeu Garcia dos Santos, que exigiu a expulsão de um conjunto de funcionários da JAE, nomeadamente o administrador da JAE SA, Donas Botto. João Cravinho aceitou inicialmente a ideia de afastar Donas Botto, mas acabou por recuar. João Cravinho referiu que Garcia dos Santos nunca lhe expôs qualquer situação de corrupção na JAE, confirmando apenas o conflito entre Garcia dos Santos e Donas Botto como estando na origem da demissão de Garcia dos Santos. No entanto, confrontado com uma entrevista de Garcia dos Santos ao Expresso, em 1998, em que este denunciava situações de corrupção na JAE, João Cravinho ordenou uma sindicância à empresa, não sem antes convidar Garcia dos Santos a apresentar denúncia junto do Ministério Público. Numa carta enviada a Garcia dos Santos, no entanto, o então ministro das Finanças, António de Sousa Franco, confirmou saber dos problemas de corrupção na JAE e quem eram as pessoas envolvidas, pelo que João Cravinho se incompatibilizou com Sousa Franco. Ainda em outubro de 1998, é publicado um relatório da Inspeção-Geral de Finanças, dando conta de que haviam saído da JAE mais de 650 mil contos (3,25 milhões de euros) sem qualquer controlo. O então procurador-geral da República, Cunha Rodrigues, recuou na sua posição inicial e o Ministério Público iniciou investigação a todos os processos da JAE. João Cravinho ordenou também uma sindicância à JAE, que concluiu pela existência de corrupção, e enviou o relatório da sindicância para o Parlamento, que organizou uma comissão de inquérito sobre o caso, e para o Ministério Público. Acabou por ordenar a extinção da JAE em 1999. Durante o consulado de João Cravinho como ministro do Equipamento, Planeamento e Administração do Território, foi vertido na lei um limite de 25% na aceitação de obras a mais, relativamente ao valor inicial da adjudicação da obra, e também a proibição de funcionários públicos trabalharem para empresas privadas que fazem obras públicas. Tendo as conclusões da sindicância à JAE sido entregues à Procuradoria-Geral da República, daí resultou um processo com 19 arguidos pelos crimes de participação económica em negócio, corrupção ativa para ato lícito, corrupção passiva para ato lícito, burla agravada, peculato, falsificação de documento autêntico e recetação, entre os quais constava o antigo ministro das Obras Públicas, Joaquim Ferreira do Amaral, e o seu secretário de Estado, Álvaro Magalhães. No entanto, em maio de 2000, o processo acabou arquivado por falta de provas. Em junho de 2009, um relatório do Tribunal de Contas concluiu que, «se a gestão da JAE fosse eficaz, as estradas teriam custado menos 44 por cento». João Cravinho alega que as medidas que tomou contra a corrupção estiveram na base da sua não recondução no cargo de ministro do Equipamento, Planeamento e Administração do Território, em 1999, após pressões dos empreiteiros, que pediam repetidamente a sua demissão aos então primeiro-ministro, António Guterres, e presidente da República, Jorge Sampaio.
A 8 de Junho de 2005 foi agraciado com a Grã-Cruz da Ordem Militar de Cristo.
Em 2006, enquanto deputado socialista, criou um plano de anticorrupção que consistia em colocar sob suspeita uma pessoa cujas declarações de rendimentos não correspondessem ao seu real património. Esta proposta foi rejeitada pelos deputados socialistas no parlamento. Pouco depois Cravinho demitiu-se da Assembleia da República e foi para Inglaterra, onde foi nomeado administrador do Banco Europeu para a Reconstrução e o Desenvolvimento pelo governo português liderado por José Sócrates. 
Foi comentador ocasional na SIC Notícias.
Em 2012, na sequência da polémica gerada por alegadas ligações de elementos das polícias secretas portuguesas à Maçonaria, João Cravinho assumiu pertencer à maçonaria há já quinze anos, apesar de não frequentar muito as reuniões.
Em 2021 João Cravinho acusou o Governo de José Sócrates de travar o combate à corrupção.
É pai do político João Gomes Cravinho.
Faleceu "tranquilamente em casa", a 16 de abril de 2025, segundo revelou a sua família aquando do anúncio da sua morte. Tinha 88 anos de idade.

### Condecorações[4][8]
- Excelentíssimo Senhor Grã-Cruz da Ordem do Mérito Civil de Espanha (17 de agosto de 1998)
- Grã-Cruz do Mérito da Ordem do Mérito da República Federal da Alemanha (18 de maio de 1999)
- Grã-Cruz da Ordem Militar de Nosso Senhor Jesus Cristo de Portugal (8 de junho de 2005)
- Grã-Cruz da Ordem do Mérito do Chile (25 de agosto de 2005)

## Funções governamentais exercidas
- XIII Governo Constitucional
  - Ministro do Equipamento, Planeamento e Administração do Território